# 长江水上安全信息台
长江水上安全信息台成立于2004年5月1日，是中华人民共和国交通运输部指定的、唯一为长江航行船舶播发各类航运安全信息的公益性广播电台。覆盖范围为宜宾到上海2800多公里的长江干线。

## 成立背景
随着长江航运发展，船舶事故也随之增加，长江航务部门认为需要一个发布信息的平台；而长江航行的船舶也需要了解航运管理部门的水上管理信息、政策法规等确保航行安全的综合信息。在这样的背景下，长江航务管理局决定成立长江水上安全信息台。

## 概况
长江水上安全信息台的主要职责是代表长江航运安全主管部门发布水位公报、气象预报、航行通告、航道公告、水上水下施工作业等各类航行安全信息，宣传交通航运政策法规，通报长江水上安全形势，普及航运安全知识等。
长江水上交通安全广播电台每天播出14小时。该台起初通过设置在长江全线43座甚高频无线话台联网播发安全信息联播，联网时间为每天北京时间8:00、11:00、14:00、17:00和22:00。2010年1月长江水上交通安全广播电台（试验台）建成开通，除原先五个时段的联播节目外，还增加了滚动播出的即时航行信息、航运新闻、法制教育、船舶买卖、船员招聘以及知识、娱乐节目。

## 频率
- 调频（宜宾到上海的长江流域及其附近）：160.65 MHz
- 短波（单边带）：8795 KHz

由于绝大多数调频收音机能接收的最高频率为108MHz，故除了专用收音机外，其它收音机几乎无法接收该台的调频频率。如果需要接收，可以使用带有甚高频的对讲机或电台接收，如果距离发射站较远，请尽量使用较长的拉杆天线或八木天线接收，极限接收范围约为以发射站为圆心，半径25千米的圆。